# Queensland Open 1982
Il Queensland Open 1982 è stato un torneo di tennis giocato sull'erba che fa parte del WTA Tour 1982. Il torneo si è giocato a Brisbane in Australia dal 21 al 28 novembre 1982.

## Campioni

### Singolare maschile
Charles Fancutt ha battuto in finale  Pat Cash con il punteggio di 7–6 6–3

### Doppio maschile
Dale Collings /  Wayne Hampton hanno battuto in finale  Brad Guan /  Peter Johnston con il punteggio di 7–5 6–0

### Singolare
Wendy Turnbull ha battuto in finale  Pam Shriver con il punteggio di 6–3, 6–1

### Doppio
Billie Jean King /  Anne Smith hanno battuto in finale  Claudia Kohde Kilsch /  Eva Pfaff con il punteggio di 6–3, 6–4